# 来迎寺 (いちき串木野市)
来迎寺（らいごうじ）はかつて鹿児島県いちき串木野市大里にあった寺院。

## 沿革
平安時代末期にこの地域に下向し土着した市来氏の菩提寺として建立された。しかし寛正3年（1462年）、7代当主・市来久家のときに島津立久によって市来氏は滅亡した。その後島津立久は両親の菩提寺として龍雲寺を建立したときに来迎寺の寺領を龍雲寺に寄付してしまったため一時来迎寺は廃寺となった。1548年（天文17年）に龍雲寺の住持であった玄済が来迎寺を龍雲寺末寺として再建し、明治2年の廃仏毀釈まで存続した。
現在は跡地に市来氏の歴代当主の墓が残り鹿児島県指定史跡となっている。また島津忠久の母・丹後局墓とされる墓石（いちき串木野市指定史跡）があるが、「文永十二年（＝1275年）四月廿二日」の銘から市来氏関係者の墓か供養塔と考えられている。